# Metalasia compacta
Metalasia compacta là một loài thực vật có hoa trong họ Cúc. Loài này được Zeyh. ex Sch.Bip. mô tả khoa học đầu tiên năm 1844.